# فلسفة التقانة
فلسفة التقانة هي حقل فرعي من فروع الفلسفة الذي يدرس طبيعة التكنولوجيا وآثارها الاجتماعية.
بدأت النقاشات الفلسفية حول مسائل متعلقة بالتكنولوجيا، أو ما سماه الإغريق باليونانية بـ«تكني»، منذ فجر الفلسفة الغربية.أول من استخدم عبارة «فلسفة التكنولوجيا» الفيلسوف الألماني وعالم الجغرافيا إرنست كاب ، الذي نشر كتابا بعنوان «أسس فلسفة التقنية» (بالألمانية: Grundlinien einer Philosophie der Technik).

## تاريخ الفلسفة

### الفلسفة اليونانية
يرى الفلاسفة الإغريق أن التقنية (المعرفة الفنية أو الحرفية) هو محاولة لتقليد الطبيعة (على سبيل المثال، النسيج هو تقنية تقليد العناكب في بناء خيوط العنكبوت). في كتابه الفيزياء، وافق أرسطو على أن هذا التقليد كان هو الحال في كثير من الأحيان، لكنه جادل أيضا بأن التقنية يمكن أن تتجاوز الطبيعة وتكمل "ما لا تستطيع الطبيعة تقديمه ". وأضاف أرسطو أن التقنية والطبيعة شيئين مختلفين، فللطبيعة دوافع داخلية للحركة والتولد أما التقنية فتتحرك أو تولد بناء على عوامل خارجية تتحكم بها. بينما صور أفلاطون أن العمل التقني هو محاولة لتقليد الفني الأكبر مصمم الكون، ديميورغوس.

### من العصور الوسطى إلى القرن 19

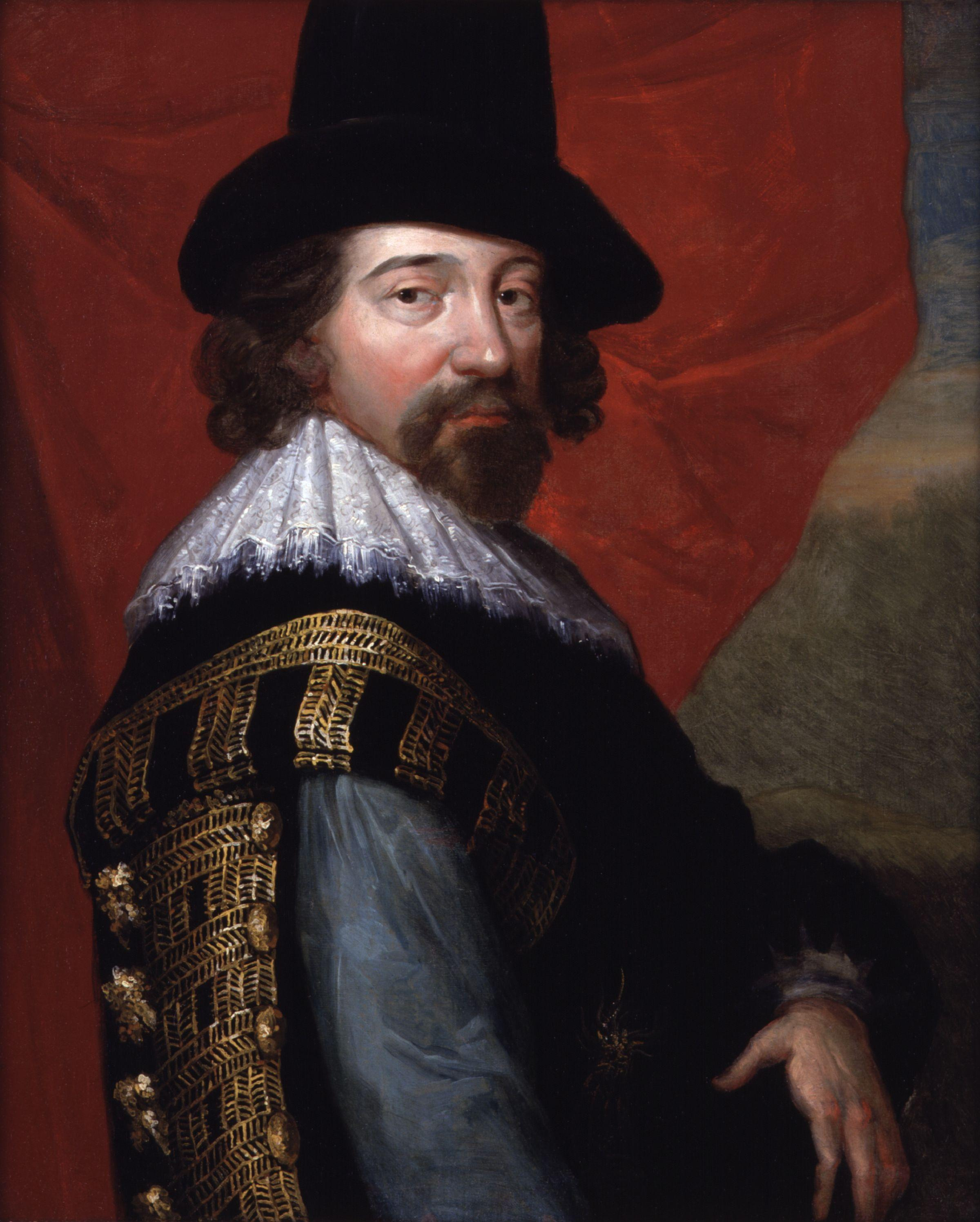
السير فرانسيس بيكون

أيدت فلسفة القرون الوسطى عموماوجهة النظر التقليدية من أن التكنولوجيا هي تقليد للطبيعة. في فترة عصر النهضة، يعتبر فرانسيس بيكون أول من تطرق إلى تأثير التكنولوجيا على المجتمع  التي من شأنها تحسين ظروف المعيشة. 

### القرن 19
مستوحيا أفكار هيغل، نشر الفيلسوف الألماني وعالم الجغرافيا إرنست كاب، كتابه الأساسي «أسس الفلسفة التقنية» في عام 1877،[بحاجة لمصدر]  والذي اعتبر به أن التقنية هي امتداد للأعضاء البشرية. 
وطرح كل من بنجامين فرانكلين وكارل ماركس أفكار فلسفية مادية بحتة عن التقنية أصبحت مؤثرة للغاية في فلسفة التقنية في القرن العشرين.[بحاجة لمصدر]

### من القرن 20 إلى الوقت الحاضر
تطرق خمسة فلاسفة بارزين لفلسفة التقنية في وقت مبكر من القرن ال20 وهم جون ديوي،مارتن هايدغر،هربرت ماركوز، غونتر أندرس وحنة أرندت. رأوا جميعهم أن للتكنولوجيا دور محوري في الحياة الحديثة. إلا أن كل من هايدغر، اندرس،  أرندت وماركوز كانوا أكثر ترددا وشكا من ديوي. المشكلة الأساسية عند هايدغر، في كتابه المعنون «حول المسألة التقنية»، كانت عدم وضوح طبيعة التكنولوجيا في جوهرها مما وصفها بأنها الخطر العظيم، بنفس الوقت ذو امكانيات ضخمة. .
من الفلاسفة المعاصرين المهتمين بفلسفة التكنولوجيا جان بودريار، ألبرت بورجمان، أندرو فينبيرغ، لانغدون وينر، دونا هاراواي، أفيتال رونيل، بريان هولمز، دون إهدي، برونو لاتور، بول ليفنسون، ارنستو مايز فالينيلا، كارل ميتتشام، ليو ماركس، جيلبرت سينودون، لويس مومفورد، جاك إيلول، برنارد شتيلغر، بول فيريليو، غونتر روبهول، نيكول س. كارافيليس، ريتشارد سينيت، ألفارو فييرا بينتو و جورج غرانت.
بول دوربين حدد كتابين نُشرا في مطلع القرن وأثرا على تطور فلسفة التكنولوجيا الأكاديمية هما كتاب التكنولوجيا والحياة (2000)، الذي حرره إريك هيغز، أندرو لايت وديفيد ستروغ  وكتاب الفلسفة الأمريكية للتكنولوجيا (2001) هانز أشترهويس. على مدى العقد الماضي، نشرت مجموعة من الكتب والدوريات في مواضيع الفلسفة التكنولوجية  منها: تكني: بحوث في الفلسفة والتكنولوجيا (مجلة جمعية الفلسفة والتكنولوجيا، الصادرة عن مركز توثيق الفلسفة) و الفلسفة والتكنولوجيا (سبرنجر).

### التكنولوجيا والحياد
الحتمية التكنولوجية هي فكرة أن «من ميزات التكنولوجيا أنها تقرر استخدامها ودور المجتمع المتقدم في التكيف مع والاستفادة من التغيرات التكنولوجية.» والنظرة البديلة هي الحتمية الاجتماعية والتي ترى أخطاء المجتمع في «تطوير ونشر» التقنيات. 

## مزيد من القراءة
الكتب
- Vallor, Shannon. (2016). Technology and the Virtues. Oxford University Press. (ردمك 978-0190498511)
- Joseph Agassi (1985) Technology: Philosophical and Social Aspects, Episteme, Dordrecht: Kluwer. (ردمك 90-277-2044-4).
- Hans Achterhuis (2001) American Philosophy of Technology Indiana University Press. (ردمك 978-0-253-33903-4)
- Jan Kyrre Berg Olsen and Evan Selinger (2006) Philosophy of Technology: 5 Questions. New York: Automatic Press / VIP. website
- Jan Kyrre Berg Olsen, Stig Andur Pedersen and Vincent F. Hendricks (2009) A Companion to the Philosophy of Technology. Wiley-Blackwell.  نسخة محفوظة 29 أغسطس 2014 على موقع واي باك مشين. (ردمك 978-1-4051-4601-2)
- Borgmann, Albert (1984) Technology and the Character of Contemporary Life. University of Chicago Press. (ردمك 978-0-226-06628-8)
- Drengson, A. (1995). The Practice of Technology: Exploring Technology, Ecophilosophy, and Spiritual Disciplines for Vital Links, State University of New York Press, (ردمك 079142670X).
- Dusek, V. (2006). Philosophy of Technology: An Introduction, Wiley-Blackwell, (ردمك 1405111631).
- Ellul, Jacques (1964), The Technological Society. Vintage Books.
- Michael Eldred (2000) 'Capital and Technology: Marx and Heidegger', Left Curve No.24, May 2000 ISSN 0160-1857 (Ver. 3.0 2010). Original German edition Kapital und Technik: Marx und Heidegger, Roell Verlag, Dettelbach, 2000 117 pp. (ردمك 3-89754-171-8).
- Michael Eldred (2009) 'Critiquing Feenberg on Heidegger's Aristotle and the Question Concerning Technology'.
- Feenberg, Andrew (1999) Questioning Technology. Routledge Press. (ردمك 978-0-415-19754-0)
- Ferre, F. (1995). Philosophy of Technology,University of Georgia Press, (ردمك 0820317616).
- Green,Lelia (2001) Technoculture: From Alphabet to Cybersex. Allen & Unwin, Crows Nest pp 1–2
- Heidegger, Martin (1977) The Question Concerning Technology. Harper and Row.
- Hickman, Larry (1992) John Dewey's Pragmatic Technology. Indiana University Press.
- Eric Higgs, Andrew Light and David Strong. (2000). Technology and the Good Life. Chicago University Press.
- Christoph Hubig, Alois Huning, Günter Ropohl (2000) Nachdenken über Technik. Die Klassiker der Technikphilosophie. Berlin: edition sigma. 2nd ed. 2001.
- Huesemann, M.H., and J.A. Huesemann (2011).Technofix: Why Technology Won’t Save Us or the Environment, New Society Publishers, Gabriola Island, British Columbia, Canada, (ردمك 0865717044), 464 pp.
- Ihde, D. (1998). Philosophy of Technology, Paragon House, (ردمك 1557782733).
- Pitt, Joseph C. (2000). Thinking About Technology. Seven Bridges Press.
- David M. Kaplan, ed. (2004) Readings in the Philosophy of Technology. Rowman & Littlefield.
- Manuel de Landa War in the Age of Intelligent Machines. (1991). Zone Books. (ردمك 978-0-942299-75-5).
- Levinson, Paul (1988) Mind at Large: Knowing in the Technological Age. JAI Press.
- Lyotard, Jean-François (1984) The Postmodern Condition: A Report on Knowledge. University of Minnesota Press.
- McLuhan, Marshall.
  - The Gutenberg Galaxy. (1962). Mentor
  - Understanding Media: The Extensions of Man. (1964). McGraw Hill.
- Nechvatal, Joseph (2009) Towards an Immersive Intelligence: Essays on the Work of Art in the Age of Computer Technology and Virtual Reality (1993–2006). Edgewise Press.
- Nechvatal, Joseph (2009) Immersive Ideals / Critical Distances. LAP Lambert Academic Publishing.
- Nye, David. (2006). Technology Matters. The MIT Press. (ردمك 978-0-262-64067-1)
- Marshall Poe. (2011) A History of Communications. Cambridge University Press. New York, NY. (ردمك 978-1-107-00435-1)
- Scharff, Robert C. and Val Dusek eds. (2003). Philosophy of Technology: The Technological Condition. An Anthology. Blackwell Publishing. (ردمك 978-0-631-22219-4)
- Seemann, Kurt. (2003). Basic Principles in Holistic Technology Education. Journal of Technology Education, V14.No.2.
- Shaw, Jeffrey M. (2014). Illusions of Freedom: Thomas Merton and Jacques Ellul on Technology and the Human Condition. Eugene, OR: Wipf and Stock. (ردمك 978-1625640581).
- Simondon, Gilbert.
  - Du mode d'existence des objets techniques. (1958). (بالفرنسية)
  - L'individu et sa genèse physico-biologique (l'individuation à la lumière des notions de forme et d'information), (1964). Paris PUF (بالفرنسية)
- Stiegler, Bernard, (1998). Technics and Time, 1: The Fault of Epimetheus. Stanford University Press.
- Winner, Langdon. (1977). Autonomous Technology. MIT Press. (ردمك 978-0-262-23078-0)
- Anthonie Meijers، المحرر (2009). Philosophy of technology and engineering sciences. Handbook of the Philosophy of Science. Elsevier. ج. 9. ISBN:978-0-444-51667-1.

المقالات
- Haraway دونا «سايبورغ البيان: العلوم والتكنولوجيا الاشتراكي--النسوية في أواخر القرن العشرين'.» على Cybercultures القارئ، دار الساقي، لندن (2000): 291.
- Kingsnorth بول (30 كانون الأول / ديسمبر 2015). لوحة المفاتيح والأشياء بأسمائها الحقيقية ، في نيو ستيتسمان

## وصلات خارجية

### المجلات
- الغايات والوسائل
- NetFuture - التكنولوجيا ومسؤولية الإنسان
- Techné: بحوث في الفلسفة والتكنولوجيا

### المواقع
- فلسفة التقانة entry in the موسوعة الإنترنت للفلسفة
- فلسفة التقانة  على موسوعة ستانفورد للفلسفة
- جمعية الفلسفة والتكنولوجيا
- مقالات في الفلسفة من التكنولوجيا نسخة محفوظة 8 مايو 2007 على موقع واي باك مشين. التي جمعتها فرانك Edler -
- Filozofia techniki: problematyka, nurty, trudności رافال Lizut